# Tawaz
Tawaz este o comună din Regiunea Adrar, Mauritania, cu o populație de 6.553 locuitori.